# Schemerlbrücke
Il Schemerlbrücke (letteralmente Ponte Schemerl), conosciuto anche come Löwenbrücke (Ponte dei leoni) dalle statue in bronzo che lo decorano, è un ponte in acciaio situato nel quartiere Nussdorf a Vienna, con doppia funzione di consentire il traffico veicolare e di essere parte integrante della diga di Nussdorf. 

## Storia
Il ponte fu costruito tra il 1894 e il 1898 come parte della diga di Nussdorf, realizzata in corrispondenza dell'imboccatura del Canale del Danubio in seguito ad una legge del 1892 che prevedeva la realizzazione della ferrovia leggera di Vienna e la costruzione sul Canale del Danubio di un porto commerciale utilizzabile anche durante l'inverno. Scopo della diga era quello di proteggere il porto sul canale dalle inondazioni e dal ghiaccio invernale. In precedenza il canale era protetto dal cosiddetto Schwimmtor (cancello galleggiante) progettato dall'ingegnere austriaco Wilhelm Engerth ed installato presso l'imboccatura del Canale del Danubio nel 1873.
Il ponte e la diga furono progettati dal celebre architetto e urbanista Otto Wagner, che disegnò anche l'adiacente palazzo destinato ad uffici amministrativi del dipartimento della acque del Danubio. Il ponte prende il nome da Josef Schemerl Ritter von Leytenbach, ingegnere idraulico che nel 1810 propose per primo un progetto di regolamentazione delle acque del Danubio.
Il ponte e la diga furono danneggiati nel 1945 durante la Seconda Guerra Mondiale e riparati tra il 1953 e il 1955. Una successiva ristrutturazione ha avuto luogo nel 1978 mentre dal 2005 in corrispondenza della diga è in funzione una piccola centrale idroelettrica che fornisce elettricità a circa 10000 famiglie.

## Descrizione

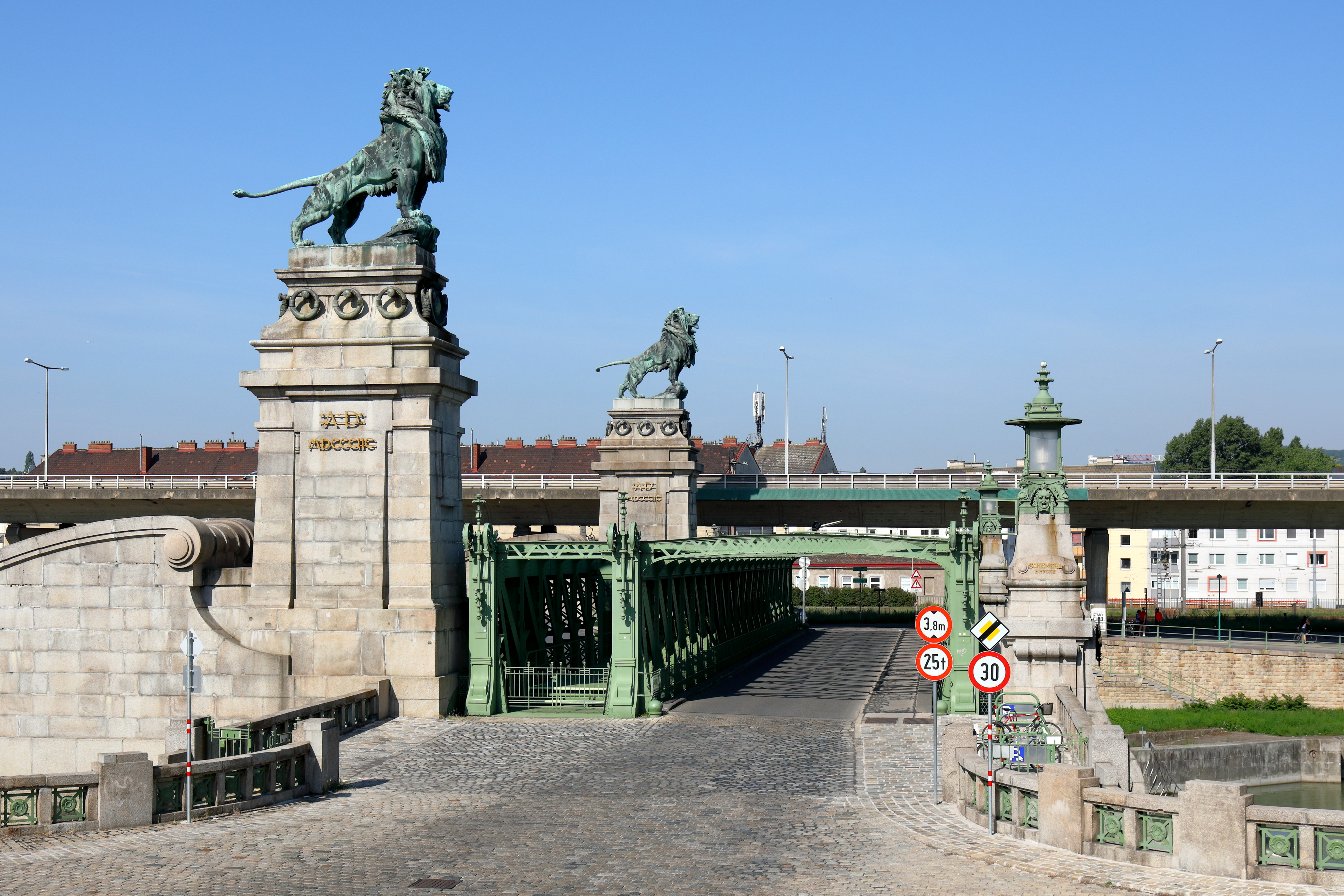
Il ponte visto da ovest

Il ponte, con una luce complessiva di circa 49 metri e una larghezza di circa 8 metri, è composto da tre capriate in acciaio e oltre a permettere il transito pedonale e veicolare svolge una funzione statica di supporto e irrigidimento per la diga. Il ponte non è simmetrico ma la capriata centrale si trova più vicina a quella sud, permettendo così la presenza sul lato nord del ponte di una carreggiata abbastanza larga da permettere il passaggio di auto e pedoni. Il lato sud del ponte ospita invece macchinari della diga.
Otto Wagner considerava la struttura come una porta di accesso per la città oltre che per la sua funzione di protezione dell'imboccatura del Canale del Danubio e per questo volle dotarla di una serie di elementi decorativi, i più notevoli dei quali sono sicuramente i due grandi leoni in bronzo opera dello scultore viennese Rudolf Weyr situati in corrispondenza dell'accesso al ponte dalle due direzioni.